# Нефтяной
«Нефтяной» — российский концерн, в состав которого входил одноимённый банк. Основателем компании являлся Игорь Линшиц.
Банк «Нефтяной» основан в 1991 году. С 1993 года его основным пайщиком стал концерн «Нефтяной». По данным аналитического центра «Интерфакс-ЦЭА», на 1 октября 2005 года активы банка составляли 6,9 млрд руб. (129-е место), капитал — 1,7 млрд руб. (89-е место), частные депозиты — 514 млн руб. (258-е).
В 2004—2005 председателем совета директоров концерна «Нефтяной» был Борис Немцов.
С февраля 2005 года прокуратура начала расследовать уголовное дело «по факту совершения через КБ „Нефтяной“ незаконных банковских операций». По данным следствия, в банке с 2000 года действовала устойчивая группа, её участники открывали счета различных фирм, через которые проходили десятки миллиардов рублей. После начала проверок в компании Борис Немцов покинул концерн, заявив, что хочет «исключить всякие политические риски в бизнесе» своего друга Линшица.
27 февраля банк «Нефтяной» приостанавил приём вкладов у физических лиц.
Газета «Коммерсантъ» (№ 65 (3396) от 13.04.2006) писала, что участники группы, совершая незаконные банковские операции, получили «преступный доход в размере 57 миллиардов рублей». Часть этих денег, по данным Генпрокуратуры, была отмыта и легализована. Порядка 610 миллионов рублей из этой суммы достались лично Игорю Линшицу.
В 2006 году Генпрокуратура предъявила нескольким сотрудникам банка «Нефтяной» обвинение в нарушении банковского законодательства, возможно в связи с финансированием этими сотрудниками предвыборной кампании политической оппозиции. Игорю Линшицу как владельцу банка также были предъявлены обвинения, С начала 2006 года Генпрокуратура объявила его в федеральный розыск.
В 2008 году Линшиц переехал в Израиль и получил израильское гражданство, в том же году переехал в Великобританию.
В 2010 году Генпрокуратура пришла в заключению, что Игорь Линшиц не нарушал законодательства и сняла все предъявленные ему обвинения.
В 2012 году Линшиц вернулся в Россию. В настоящее время основной бизнес Линшица — компания Delin Capital, где он является управляющим директором и председателем совета директоров.